# リョーマ (ベンチャー)
株式会社リョーマは、かつて1987年から1992年まで存在した、大阪府大阪市淀川区にあったプロモーション会社。当時、関西の現役大学生を中心としたベンチャー企業として話題になった。創業2年で売上5億円を達成したが、1992年に経営破綻した。
リョーマに関わった学生には、のちに起業家・経営者となったものが多い。リクルートを主に担当していた加藤順彦は、リョーマの学生スタッフを集めるにあたって、「全員が将来社長をめざす、梁山泊のような組織を目指している」という口上を用いていたという。

## 沿革
- 1986年11月15日[2]　合宿制の運転免許学校の斡旋所MY LICENCEを大阪市淀川区西中島のワンルームマンションにて開業[1]
- 1987年6月1日[2]　MY LICENCEを法人化し、株式会社リョーマ設立[1]。資本金100万円。代表取締役社長真田哲弥（2021年11月現在、KLab株式会社取締役会長[4]）、代表取締役専務西山裕之（2021年11月現在、GMOインターネット株式会社 取締役副社長[5]）。ふたりは大阪星光学院中学校・高等学校の同級生であり[2]、大学に入学以降も学生サークル活動を共にしていた
- 1987年11月　合宿免許の斡旋事業を運転免許事業部とし、新たにマーケティング事業部を設置。サークル情報誌の編集と営業を開始[要出典]
- 1988年3月[要出典]　　真田が社長退任。西山から抜けたいと相談され、真田自身が抜けることにしたという。[6]。かわって西山が代表取締役社長に就任
- 1988年4月　日本信販をメインスポンサーとした[要出典]大学・短大新入生対象の学生サークルの無料情報誌「VIEPLANマガジン関西版」を発行[7]

- 1989年4月[要出典]　学生サークル情報誌を独自ブランド「OMOLOGUE」（オモローグ）にて東京・大阪にて発行[8]。東京版は真田哲弥、金野策一らが企画した株式会社東洋センカ（1991年にセンカ・コミュニケーションズに社名変更）による在京の大学生組織SYNに委託。
- 1989年9月　玉置真理（のちのザッパラス社長）、真田、西山らによって株式会社ダイヤル・キュー・ネットワーク設立（社長は玉置）[6]。同社には山下伸一郎、杉山全功、加藤順彦 など多くのリョーマ関係者が関わった
- 1991年4月　代表取締役社長に林圭介が就任[要出典]
- 1992年9月[2]　経営破綻

## 参考資料
- 大柴貴紀 (2012年10月19日). “KLab真田さんの武勇伝と日本ITベンチャーの夜明けの話”.   インターネット界隈の事を調べるお. 2021年11月14日閲覧。 - 個人ブログではあるが、情報がまとまっているので参考になる。大柴は加藤と交流がある。
- 岡本呻也 (2000). ネット起業!あのバカにやらせてみよう. 文藝春秋

| スタブアイコン | サブスタブ | この項目は、まだ閲覧者の調べものの参照としては役立たない、企業に関連した書きかけの項目です。この項目を加筆・訂正などしてくださる協力者を求めています（PJ:経済）。 |